# Crisis samoana
La crisis de Samoa fue una crisis política entre Estados Unidos, el Imperio Alemán y el Imperio Británico entre 1887 y 1889 por el control de las islas Samoa durante la primera guerra civil de Samoa. Un ciclón en 1889 destruyó los buques de las escuadras alemana y norteamericana que se habían estacionado allí.

## Antecedentes
En 1878, Estados Unidos adquirió una estación de aprovisionamiento de combustible en el puerto de Pago Pago, en la isla de Tutuila, a cambio de ofrecer garantías de protección a Samoa. El Imperio Alemán, por su parte, deseaba concesiones en el puerto de Apia, en la isla de Upolu.

## Crisis

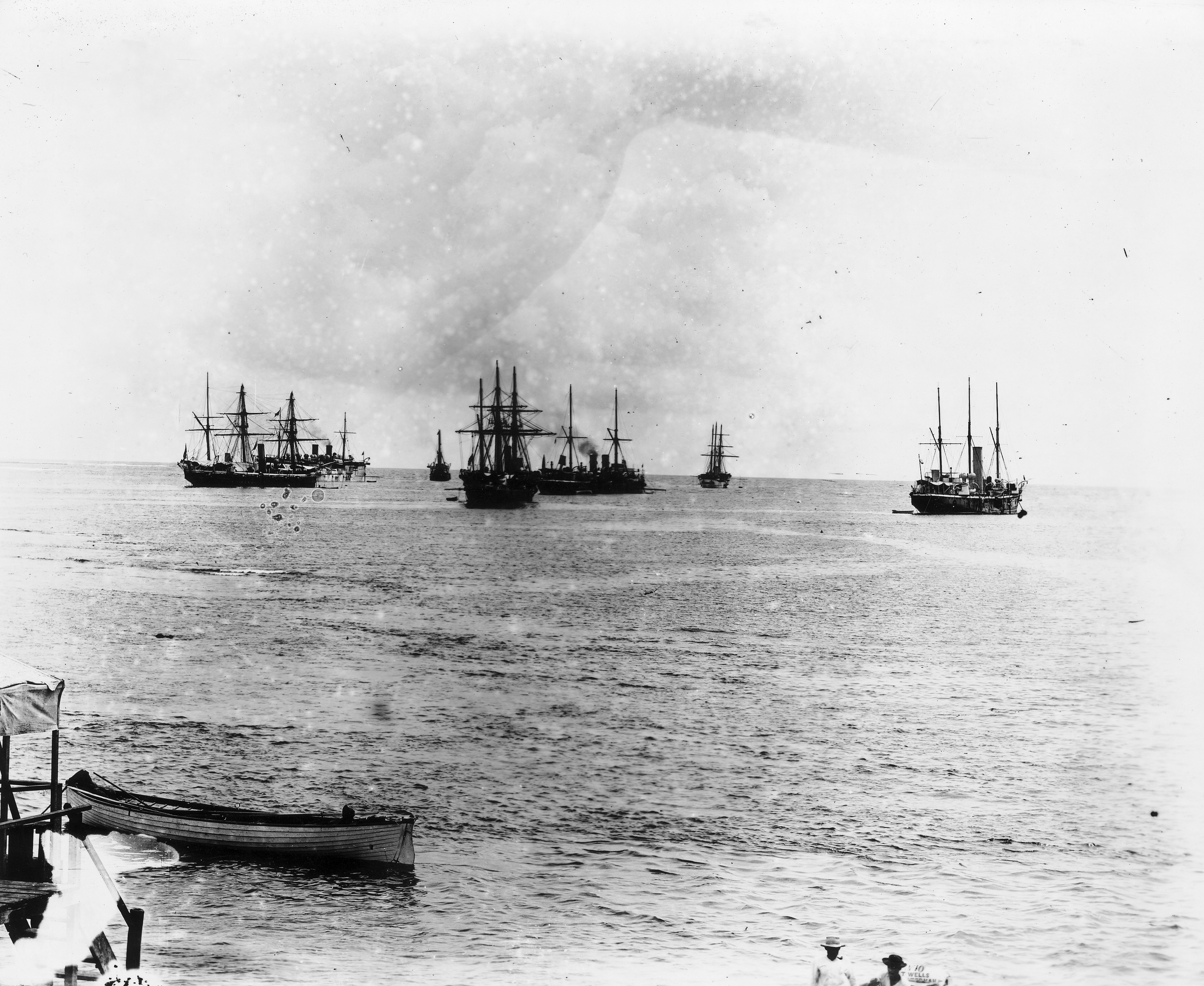
Buques de guerra alemanes, británicos y estadounidenses en el puerto de Apia, año 1899.

En el incidente participaron tres buques de guerra de la Armada de los Estados Unidos (la balandra de guerra USS Vandalia, el vapor de hélice USS Trenton y la cañonera USS Nipsic) y tres buques de guerra alemanes (las cañoneras SMS Adler y SMS Eber y la corbeta SMS Olga), que se mantuvieron a raya durante varios meses en el puerto de Apia, vigilado por la corbeta británica HMS Calliope.
El enfrentamiento terminó cuando el ciclón de Apia de 1889, los días 15 y 16 de marzo, hizo naufragar los seis buques de guerra en el puerto. Calliope escapó del puerto y sobrevivió así a la tormenta. Robert Louis Stevenson no presenció la tormenta y sus consecuencias en Apia, pero tras su llegada a Samoa en diciembre de 1889, escribió sobre el suceso. La Segunda guerra civil de Samoa, en la que participaron Alemania, Estados Unidos y Gran Bretaña, acabó desembocando en la Convención Tripartita de 1899, que dividió las islas Samoa en Samoa Americana y Samoa Alemana.

## Ciclón

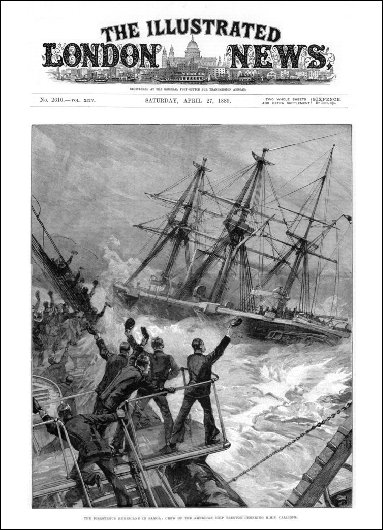
Illustrated London News del 27 de abril de 1889; concepción artística del HMS Calliope siendo aclamado por la tripulación del USS Trenton mientras Calliope escapa del puerto de Apia. Calliope en realidad pasó al puerto del Trenton.

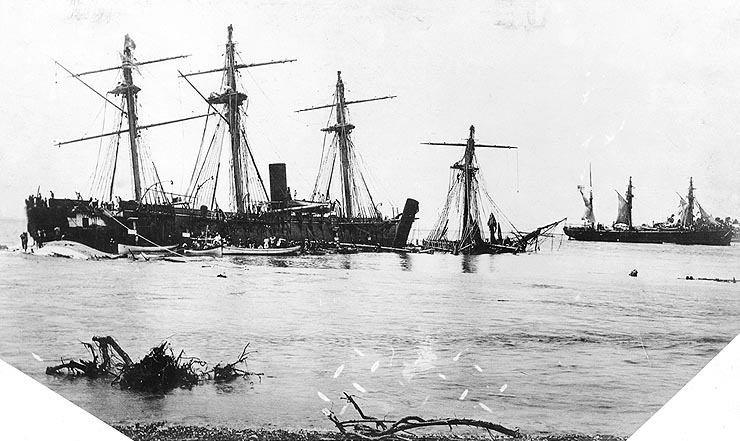
Buques naufragados en el puerto de Apia, Upolu, Samoa, durante las labores de salvamento poco después de la tormenta. La vista mira hacia el norte, con el USS Trenton y el hundido USS Vandalia a la izquierda y la corbeta alemana varada SMS Olga a la derecha. Los restos que se ven junto a la popa del Trenton pueden ser del cañonero alemán SMS Eber, que quedó destruido al chocar contra el arrecife del puerto durante el huracán.

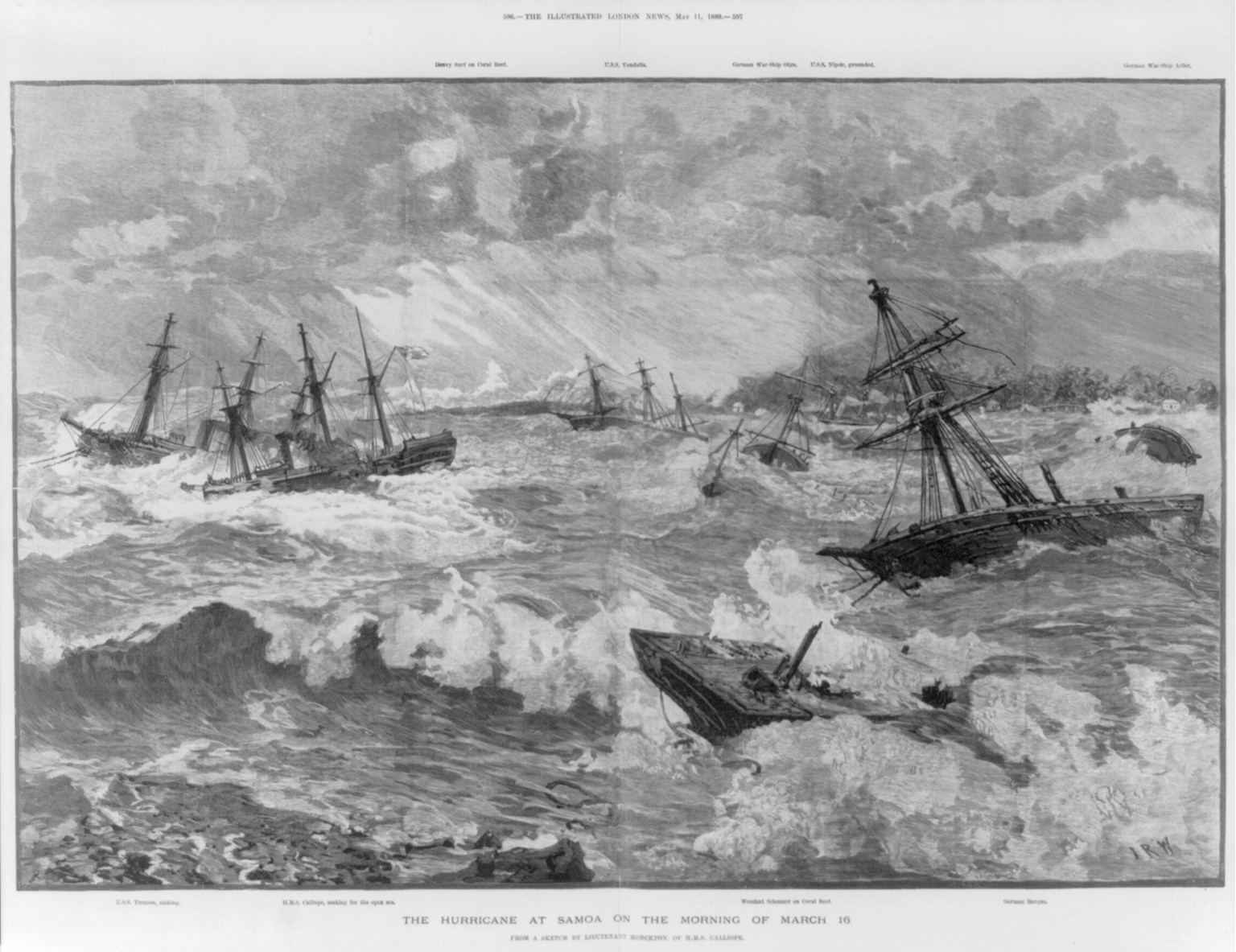
Dibujo de un testigo ocular tomado de un croquis de un oficial en el HMS Calliope.

La llegada del ciclón fue catastrófica. La población local se había puesto a salvo mucho antes de la llegada de la tormenta, pero los barcos de la bahía no empezaron a evacuarse hasta el último momento, por lo que se agolpaban a la entrada de la bahía cuando se produjo el huracán. Sólo el HMS Calliope escapó, haciendo menos de un nudo contra el viento y el mar que se aproximaban; se arrastró hasta mar abierto, a pesar de estar a menos de seis pies de un arrecife en un punto. Una vez en alta mar, pudo capear sin problemas los vientos subsiguientes. Su supervivencia se atribuye a su tamaño (2.227 toneladas) y a sus motores más potentes y modernos, construidos sólo cinco años antes, frente a los diez o veinte años de muchos de los demás buques.
En cuanto a los demás buques, reinó el caos en el puerto. El USS Trenton fue arrojado contra la playa por la tarde, arrastrado de nuevo al mar y naufragó en un arrecife a las 10 de la noche, aunque la mayoría de su tripulación sobrevivió ilesa y pudo participar en la operación de rescate posterior. El USS Vandalia se estrelló contra el mismo arrecife a primera hora de la tarde, y su tripulación superviviente pasó un día y una noche miserables aferrándose a sus jarcias antes de ser rescatada, momento en el que 43 de sus tripulantes se habían ahogado. El USS Nipsic fue arrojado a lo alto de la playa con ocho de sus tripulantes desaparecidos o muertos y sus sistemas internos totalmente destrozados. Posteriormente fue reflotado y reconstruido en Hawái.

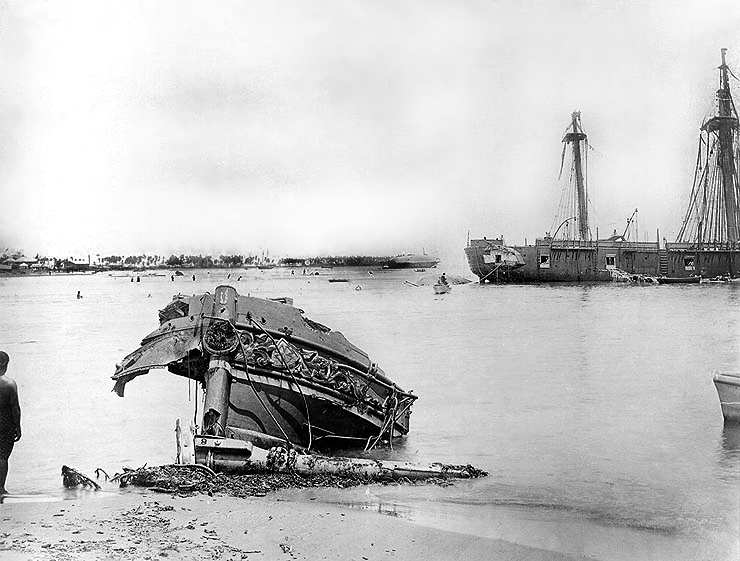
Barcos hundidos en el puerto de Apia. El cañonero alemán SMS Eber está en la playa, la popa del USS Trenton a la derecha y el USS Vandalia hundido al lado. El SMS Adler está de costado en la distancia central.

A los buques alemanes les fue mucho peor: el SMS Olga fue el que salió mejor parado, arrojado a lo alto de la playa, donde naufragó, pero muchos de sus tripulantes sobrevivieron, escapando a terreno más elevado. El SMS Adler y el SMS Eber tuvieron menos suerte, ya que fueron alcanzados en la bocana del puerto por el golpe inicial y fueron recogidos y aplastados. El Eber se hundió en aguas profundas, mientras que el Adler cayó de costado sobre el arrecife. En total, 96 hombres de sus tripulaciones se ahogaron en la tormenta y ambos buques quedaron totalmente destruidos. Los seis mercantes que quedaban en el puerto naufragaron y murieron más de 200 marineros de varias nacionalidades
El incidente se cita a menudo como un claro ejemplo de los peligros de anteponer el orgullo nacional a la necesidad, especialmente ante un desastre natural. El incidente no mermó las ambiciones en el Pacífico de ninguna de las potencias imperiales implicadas en el desastre. Sin embargo, alemanes y británicos siguieron ganando territorio entre las islas Samoa y Nueva Guinea, mientras que Estados Unidos se centró en Filipinas y Micronesia, aunque a partir de ese momento se tuvo más cuidado en respetar los fenómenos meteorológicos del Pacífico.

## Resumen de daños
| USS Trenton  | Estados Unidos | Naufragado, 1 muerto             |
| USS Nipsic   | Estados Unidos | Varado y reparado, 8 muertos     |
| USS Vandalia | Estados Unidos | Naufragio, 43 muertos            |
| HMS Calliope | Reino Unido    | Sobrevivió a la tormenta         |
| SMS Olga     | Alemania       | Varado y reparado                |
| SMS Eber     | Alemania       | Naufragado y hundido, 73 muertos |
| SMS Adler    | Alemania       | Naufragado y hundido, 20 muertos |

## Galería

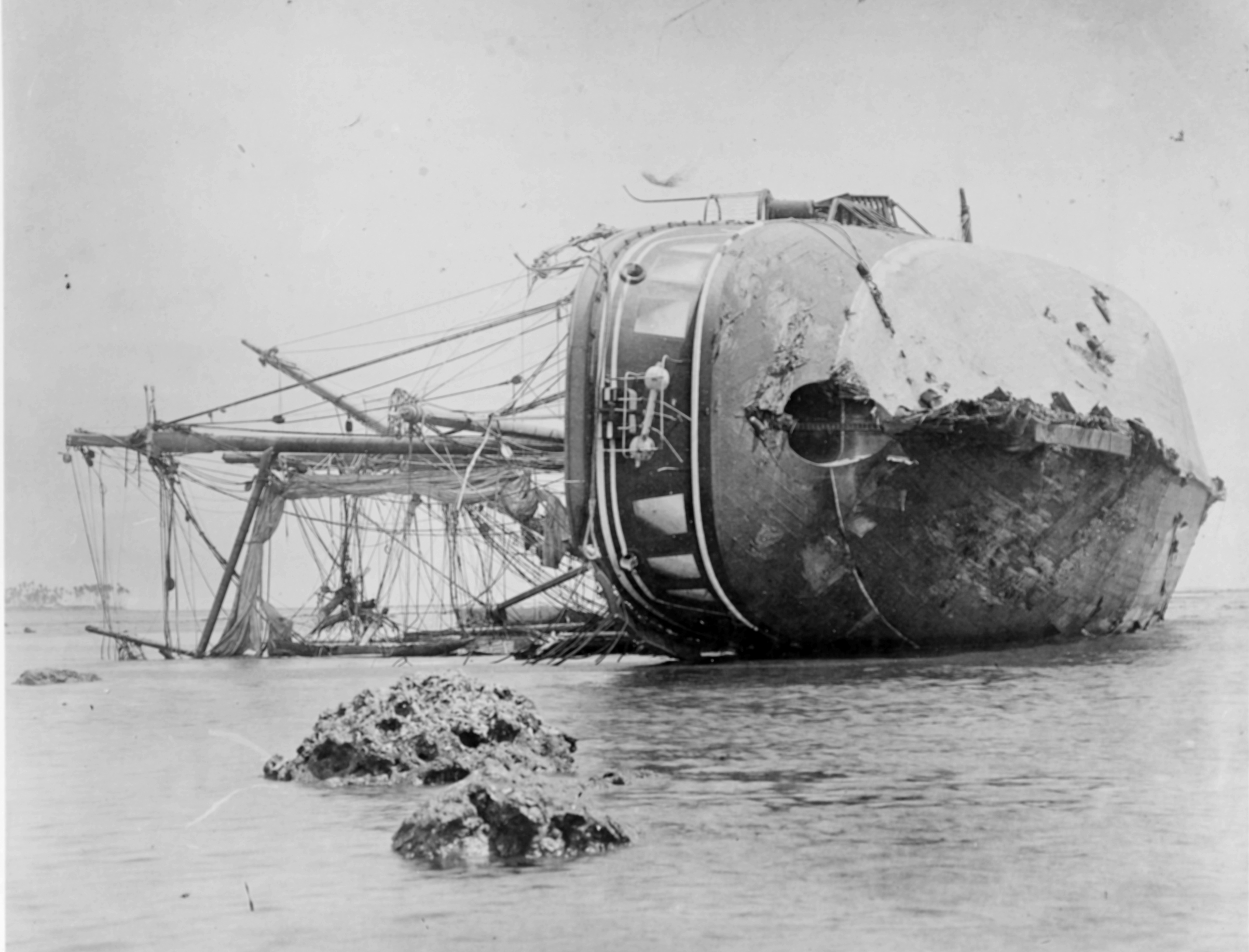
SMS Adler, volcado en la playa, 1889.
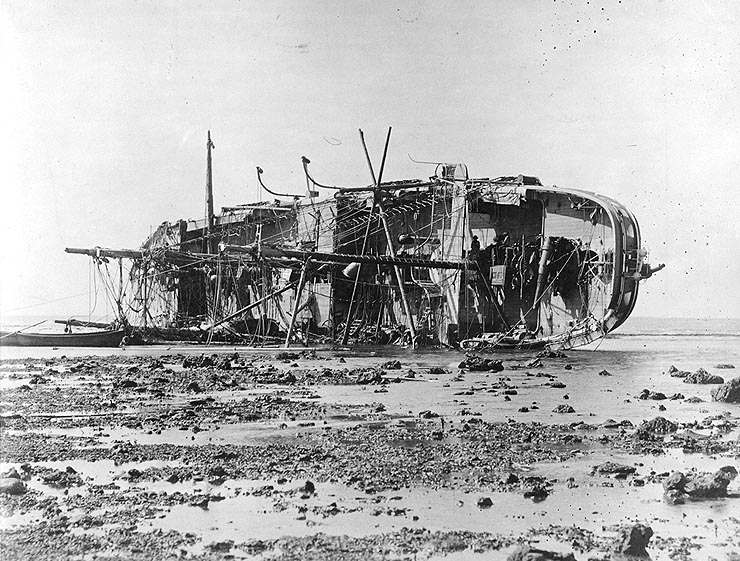
SMS Adler, vista de su cubierta, 1889.
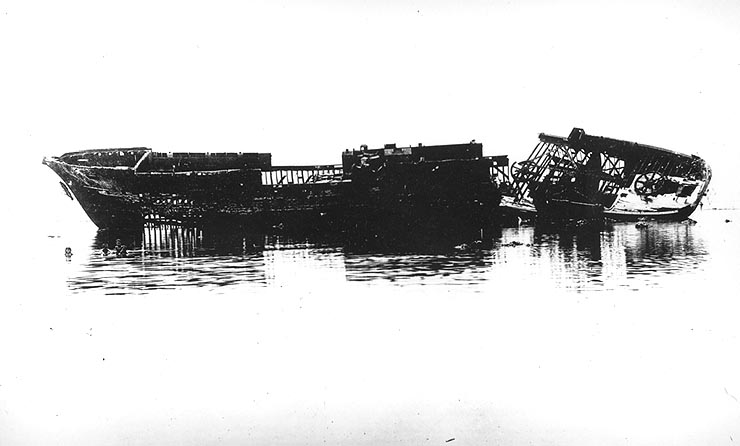
El naufragio del SMS Adler, hacia 1938
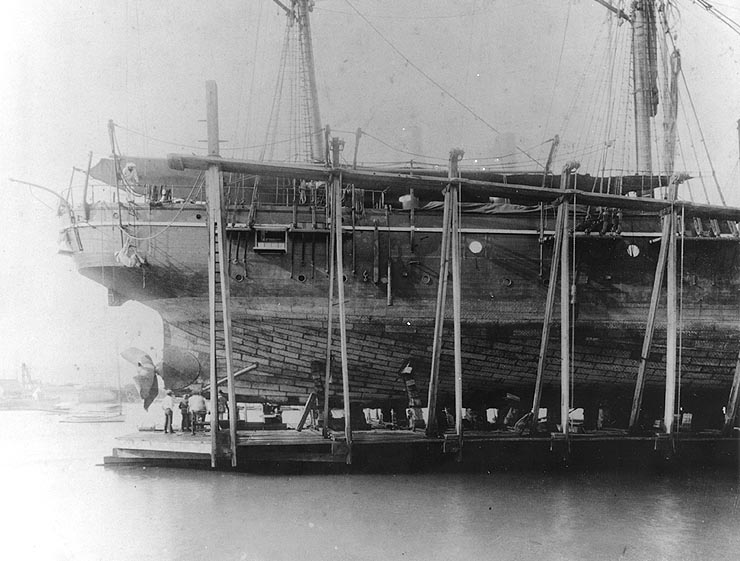
Los restos del naufragio del USS Nipsic.
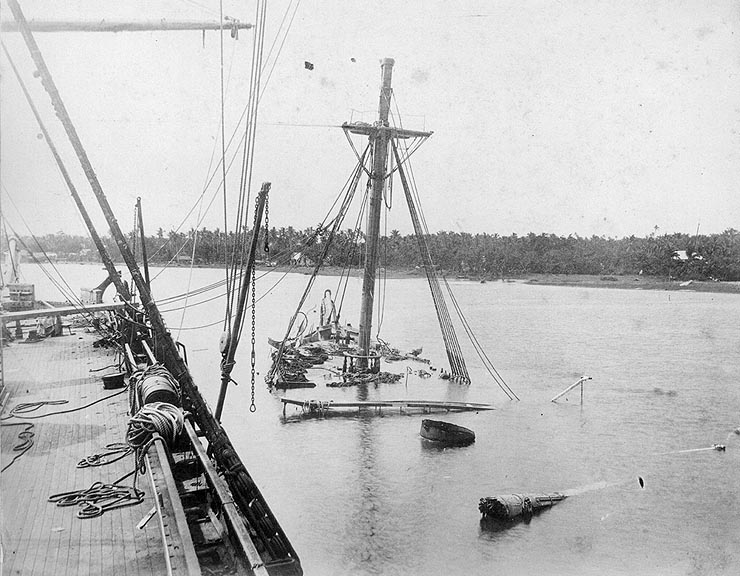
Vista del USS Vandalia hundido desde la cubierta del USS Trenton.
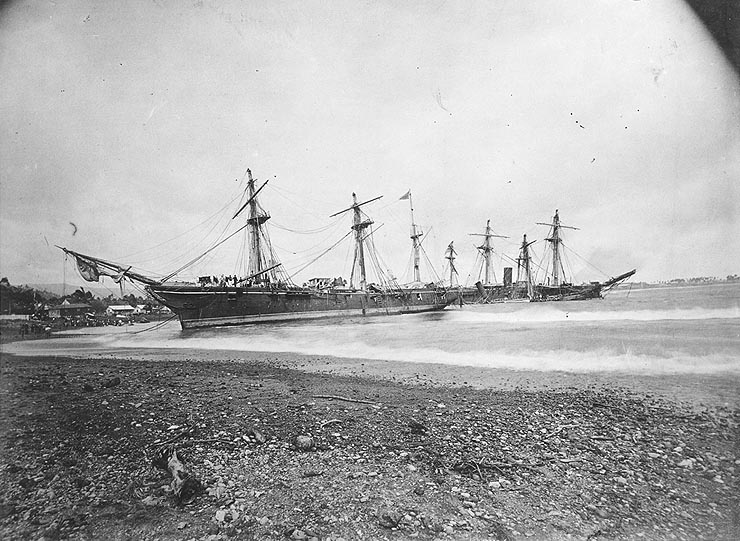
Otro ángulo de los buques de guerra naufragados.
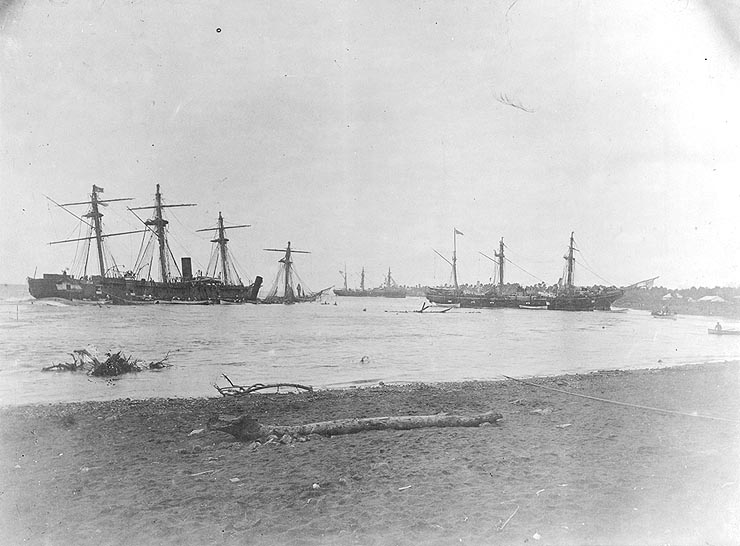
Barcos de guerra naufragados frente a Apia
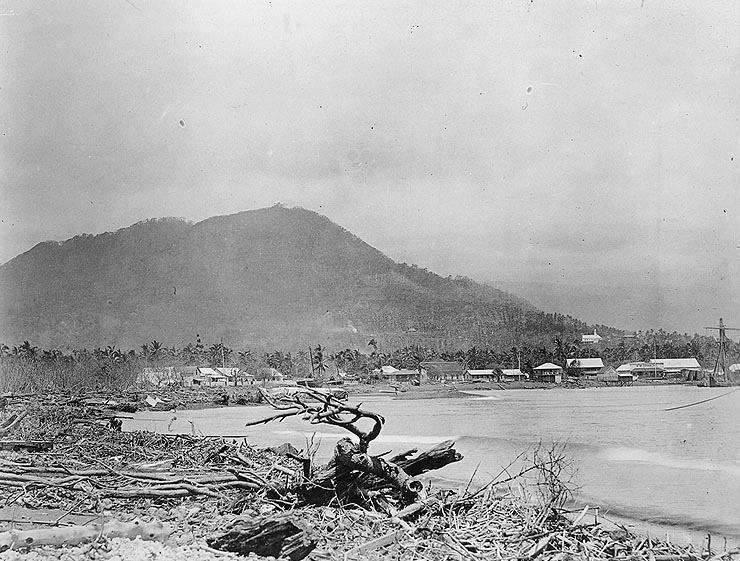
Apia y la playa cubierta de madera a la deriva y escombros de los buques de guerra naufragados.
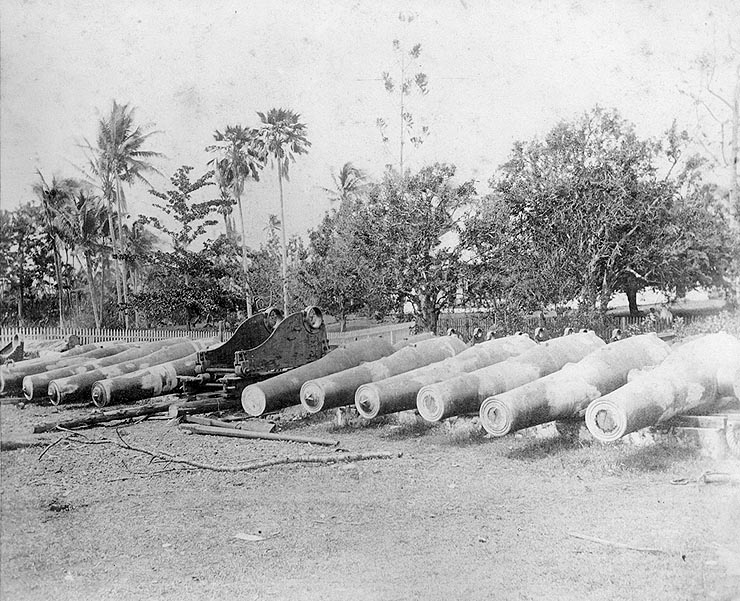
Cañones rescatados de los barcos americanos naufragados en Apia.
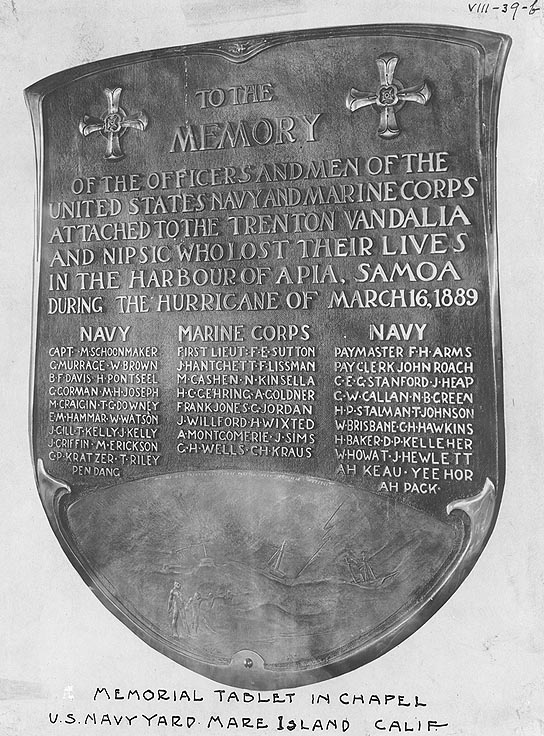
Un monumento en el astillero naval de Mare Island en memoria de los estadounidenses muertos en el ciclón.